# Café à Arles
Café à Arles – ou Le Café de nuit à Arles – est un tableau réalisé par le peintre français Paul Gauguin fin 1888 à Arles, dans les Bouches-du-Rhône, en France. Cette huile sur toile est une scène de genre qui représente l'intérieur enfumé d'un café de nuit. La composition place au premier plan à droite une femme accoudée sur une table, la tenancière madame Ginoux. Dans son dos à gauche, au-delà d'un billard sous lequel se tient un chat, différents clients sont assis, l'un d'entre eux affalé de sommeil, un autre identifiable comme Joseph Roulin. L'œuvre fait partie des collections du musée des Beaux-Arts Pouchkine, à Moscou, en Russie.